# 田町站
田町站（日语：／ Tamachi eki */?）是位於日本東京都港區芝五丁目，屬於東日本旅客鐵道（JR東日本）的鐵路車站。

## 停站路線
本站的軌道名稱為東海道本線（詳情參見路線條目與鐵道路線的名稱），停靠的運轉系統則有電車線的京濱東北線列車與山手線列車兩種，旅客資訊完全不提及「東海道（本）線」。依據特定都區市內制度，本站屬於「東京都區內」與「東京山手線內」。 - 車站編號「JK 22」（ 京濱東北線）、「JY 27」（ 山手線）。

## 歷史

### 年表
- 1909年（明治42年）12月16日：鐵道院東海道本線品川站 - 烏森站間開通，本站開業。當時僅開辦客運業務。
- 1926年（大正15年）4月1日：開設芝浦口[2]。
- 1932年（昭和7年）7月28日：下午4點52分，山手線外回電車進行併聯時發生追撞事故，造成一名司機與六名乘客受傷[3]。
- 1949年（昭和24年）6月1日：日本國有鐵道成立。
- 1960年（昭和35年）6月15日：下午7點50分，京濱東北線往櫻木町電車在濱松町 - 田町間因軌道損壞而讓乘客沿著線路往田町站移動，遭到橫須賀線往東京站電車撞擊造成乘客死傷[4]。
- 1968年（昭和43年）6月21日：都營淺草線三田站開業，開始與本站的轉乘業務。
- 1970年（昭和45年）
  - 3月：跨站式站房與東西自由通道動工[5][6]。
  - 5月1日：貨運業務廢止。
- 1971年（昭和46年）2月6日：東西自由通道開通[6]。
- 1987年（昭和62年）4月1日：國鐵分割民營化，為JR東日本車站。
- 1991年（平成3年）：開設臨時檢票口[5]。
- 2000年（平成12年）：東西自由通道拓寬工程[7]。
- 2001年（平成13年）11月18日：IC卡「Suica」啟用[広報 2]。
- 2003年（平成15年）
  - 2月8日：東西自由通道拓寬工程完成[7]。
  - 3月16日：配合工程，山手線外回電車從同日6:30以後至末班車不停本站[8]。

### 站名由來
田町是取自於三田口（西口）周邊一帶的舊町名。根據《文政町方書上》』，該地在江戶時代從田地轉變成町屋，因而稱為田町。
明治初期冠上芝稱作「芝田町」（之後1911年5月再省略冠稱「芝」）。當時町域面海且狹長，鐵道沿著海岸線的海上防波堤鋪設。
1909年，芝田町一丁目設置田町站。現在芝浦口（東口）周邊一帶在當時還不是陸地，直至1913年開始填埋後轉變成工業地帶。之後芝浦口周邊設立新芝町（之後的西芝浦一丁目）。
站名來由的田町，在港區成立的1947年再更名為芝田町。之後隨著住居表示實施，1964年7月部分劃為芝五丁目，1967年4月剩餘町域劃為三田三丁目，地名的田町從此消滅。

## 車站構造
本站屬島式月台2面4線地面車站，設有跨站式站房。
京濱東北線與山手線的田端站至本站區間，是同方向電車停靠同島式月台的方向別複複線配置。東京方向發出的京濱東北線南向列車（橫濱方向）要與山手線外回列車相互轉乘時，在本站轉乘會比在南邊採線路別複複線配置的品川站便利。因此，京濱東北線南向列車與山手線外回列車的車內廣播會在本站播放轉乘通知。
以前月台狹小，使用者多且集中在平日，早晨尖峰時刻月台非常擁擠且危險，加上站內沒有電扶梯與電梯等無障礙設施，因此3、4號線月台進行月台拓寬、階梯增設、大廳拓寬等站內改良工程，並於2004年完工。

### 月台配置
| 月台 | 路線       | 方向 | 目的地                     |
| ---- | ---------- | ---- | -------------------------- |
| 1    | 京濱東北線 | 北行 | 東京、上野、浦和、大宮方向 |
| 2    | 山手線     | 內環 | 東京、上野、池袋方向       |
| 3    | 山手線     | 外環 | 品川、目黑、澀谷、新宿方向 |
| 4    | 京濱東北線 | 南行 | 蒲田、橫濱、關內、大船方向 |

（來源：JR東日本:車站構內圖 （页面存档备份，存于））

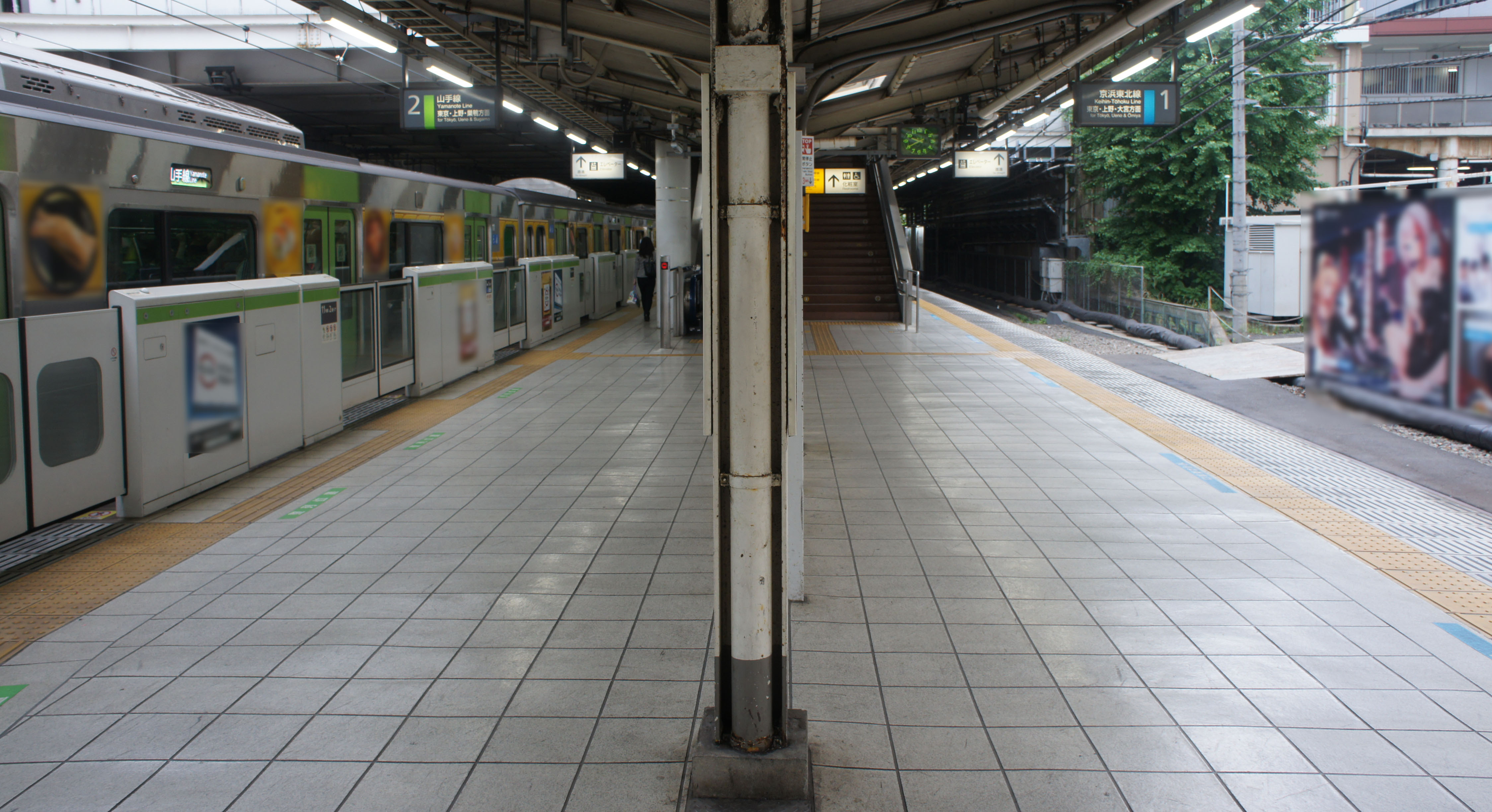
1、2號月台（2019年6月）
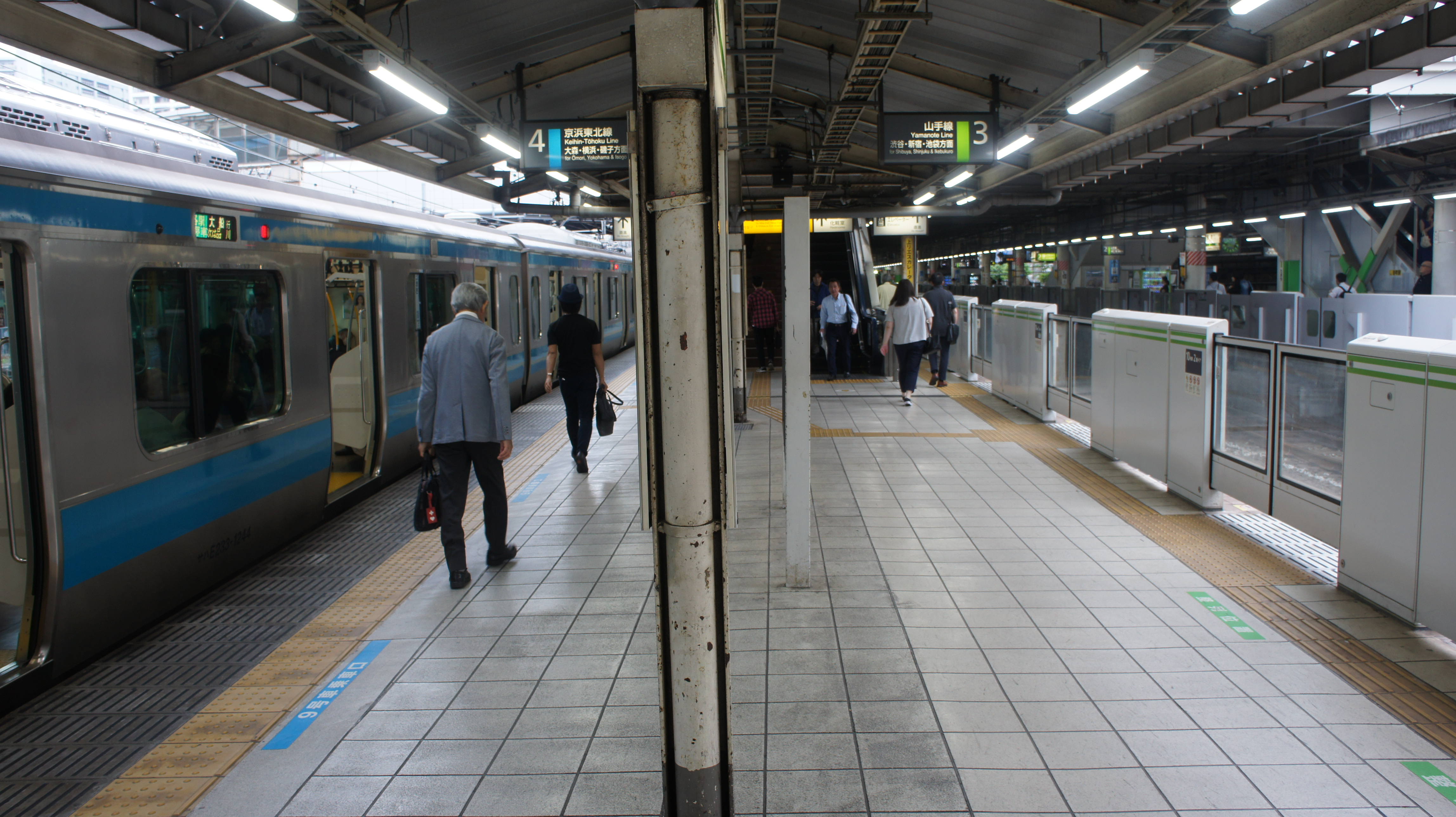
3、4號月台（2019年6月）

山手線早上部分班次會在此站開出。該電車是利用品川站西側的留置線回送本站。
濱松町側有一條可出入2、3號線的留置線。該留置線除了供本站 - 新宿站 - 田端站間列車運行時使用，現在也供外回本站始發列車轉換方向時使用。

### 檢票口
- 本站有北檢票口與南檢票口兩處，但兩檢票口之間有自由通道連結[広報 3]。
- 改良工程進行以前，各月台品川側的階梯通道可通往設於三田口側地面的臨時檢票口（出口專用）[5]。
- 三田口側設有綠色窗口與指定席售票機。

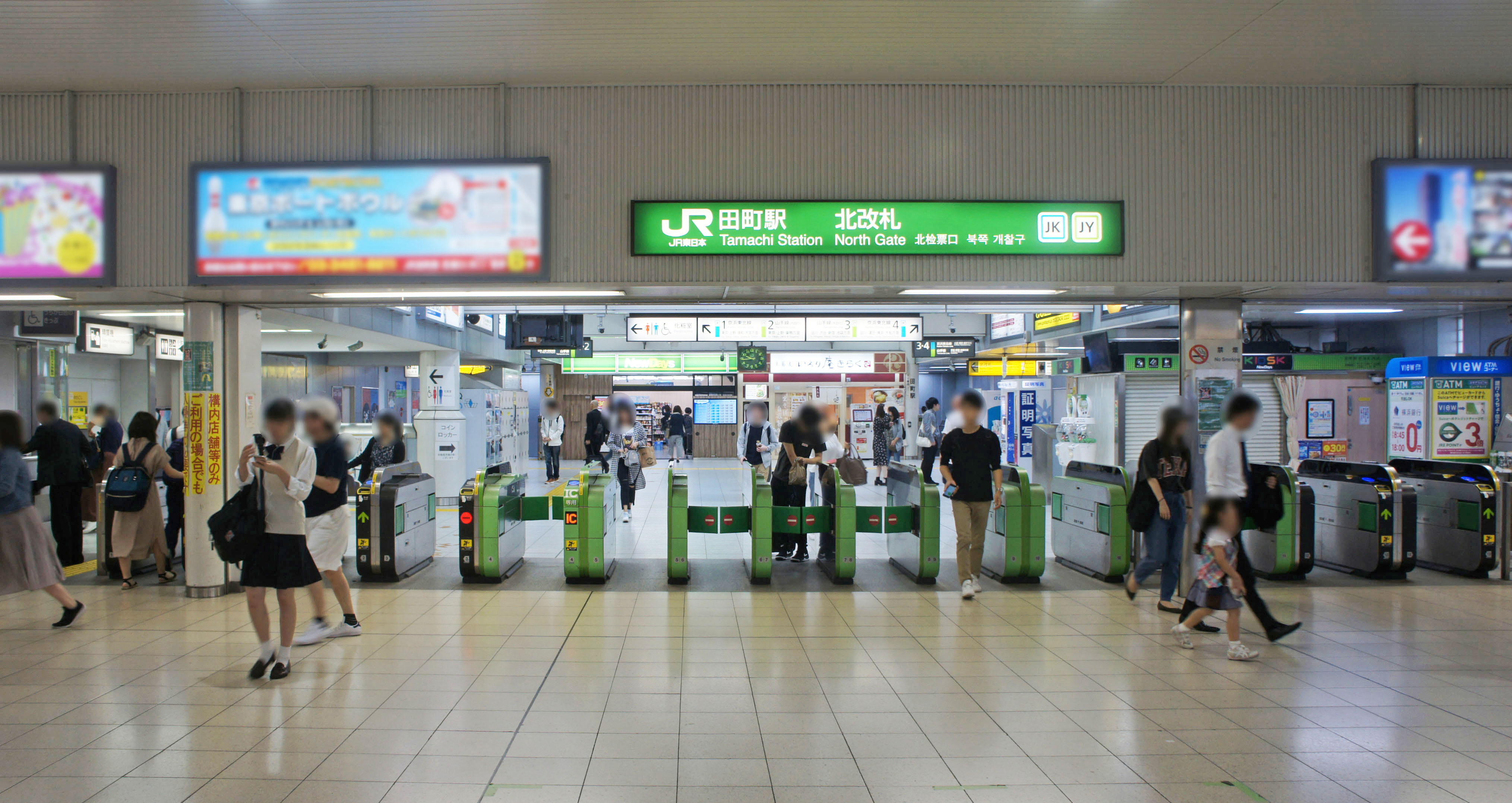
北閘口（2019年6月）
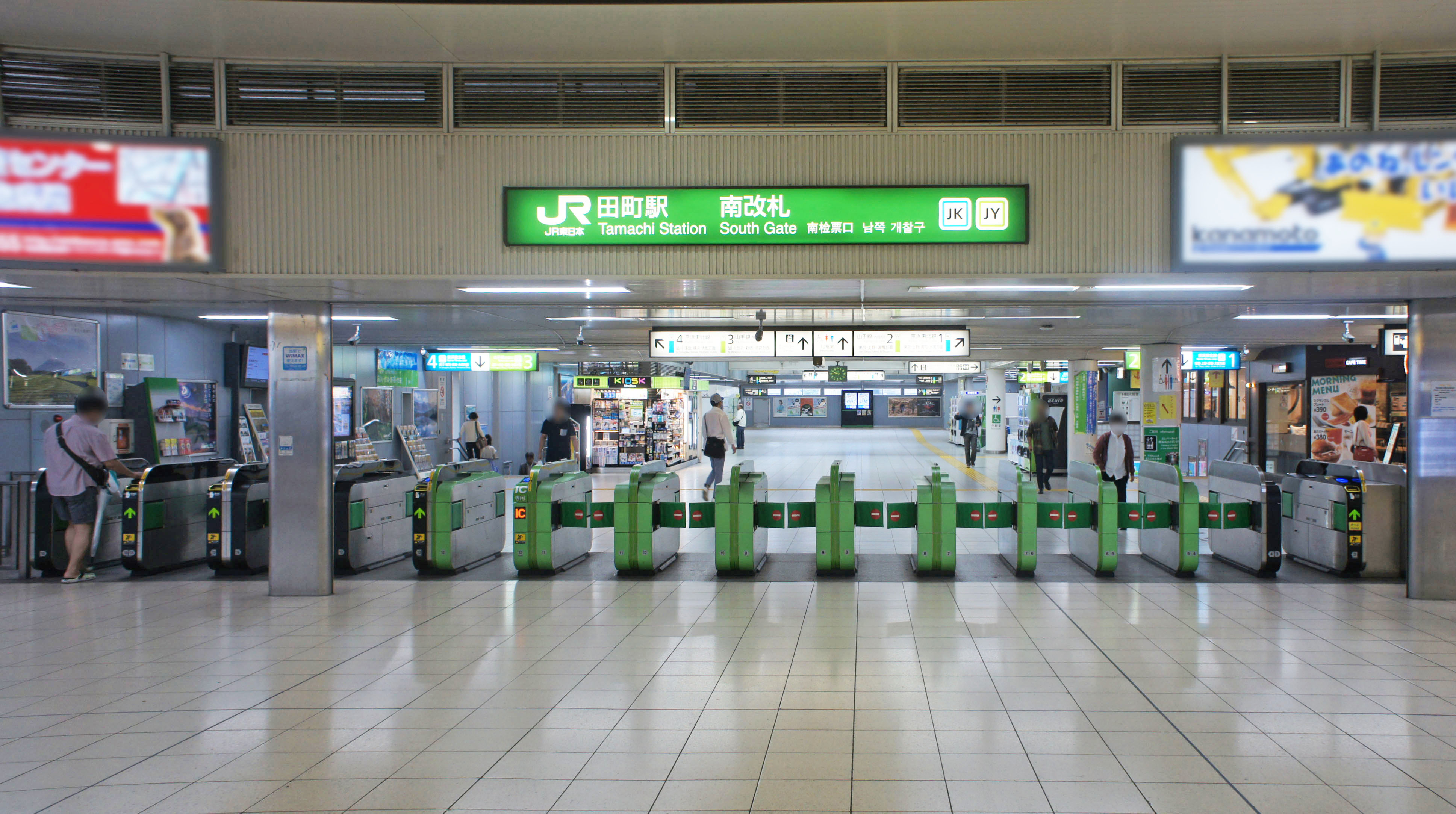
南閘口（2019年6月）

### 車站設備
無障礙設備
- 北檢票口（電扶梯）、南檢票口（電扶梯、電梯）

廁所
- 北檢票口、南檢票口皆有廁所

其他
- 芝浦口的行人地盤是由港區所設置，非由JR管理，所以不屬於鐵道營業法規定的鐵道用地[7]。因此車站看板是設於站房入口處。

## 利用狀況
2019年（令和元年）度1日平均上車人次為158,839人，在JR東日本車站當中次於濱松町站排行第18位。
近年推移如下表。
| 年度               | 1日平均 上車人次 | 來源     |
| ------------------ | ---------------- | -------- |
| 1989年（平成元年） | 142,071          | [ * 1 ]  |
| 1990年（平成02年） | 148,838          | [ * 2 ]  |
| 1991年（平成03年） | 153,767          | [ * 3 ]  |
| 1992年（平成04年） | 156,556          | [ * 4 ]  |
| 1993年（平成05年） | 155,948          | [ * 5 ]  |
| 1994年（平成06年） | 154,315          | [ * 6 ]  |
| 1995年（平成07年） | 156,615          | [ * 7 ]  |
| 1996年（平成08年） | 161,805          | [ * 8 ]  |
| 1997年（平成09年） | 164,897          | [ * 9 ]  |
| 1998年（平成10年） | 164,578          | [ * 10 ] |
| 1999年（平成11年） | 162,393          | [ * 11 ] |
| 2000年（平成12年） | 154,714          | [ * 12 ] |
| 2001年（平成13年） | 149,115          | [ * 13 ] |
| 2002年（平成14年） | 149,429          | [ * 14 ] |
| 2003年（平成15年） | 143,215          | [ * 15 ] |
| 2004年（平成16年） | 141,843          | [ * 16 ] |
| 2005年（平成17年） | 142,778          | [ * 17 ] |
| 2006年（平成18年） | 145,240          | [ * 18 ] |
| 2007年（平成19年） | 154,750          | [ * 19 ] |
| 2008年（平成20年） | 154,124          | [ * 20 ] |
| 2009年（平成21年） | 153,982          | [ * 21 ] |
| 2010年（平成22年） | 149,477          | [ * 22 ] |
| 2011年（平成23年） | 148,346          | [ * 23 ] |
| 2012年（平成24年） | 145,724          | [ * 24 ] |
| 2013年（平成25年） | 144,433          | [ * 25 ] |
| 2014年（平成26年） | 143,526          | [ * 26 ] |
| 2015年（平成27年） | 148,834          | [ * 27 ] |
| 2016年（平成28年） | 152,624          | [ * 28 ] |
| 2017年（平成29年） | 154,915          | [ * 29 ] |
| 2018年（平成30年） | 156,364          | [ * 30 ] |
| 2019年（令和元年） | 158,839          |          |

## 車站周邊
本站設有「三田口（西口）」與「芝浦口（東口）」2個出口。

### 三田口
站前是交通量大的第一京濱（國道15號），也鄰近與日比谷通的路口與都營三田線、淺草線三田站，交通十分便利。另外，周邊有森永製菓、森永乳業與三菱汽車工業、日本電氣、萬代南夢宮控股等知名大企業本社，日本FCA與日本亞培、SBJ銀行等外資系企業辦公室，以及政府設施等，高層、超高層商業大廈甚多。

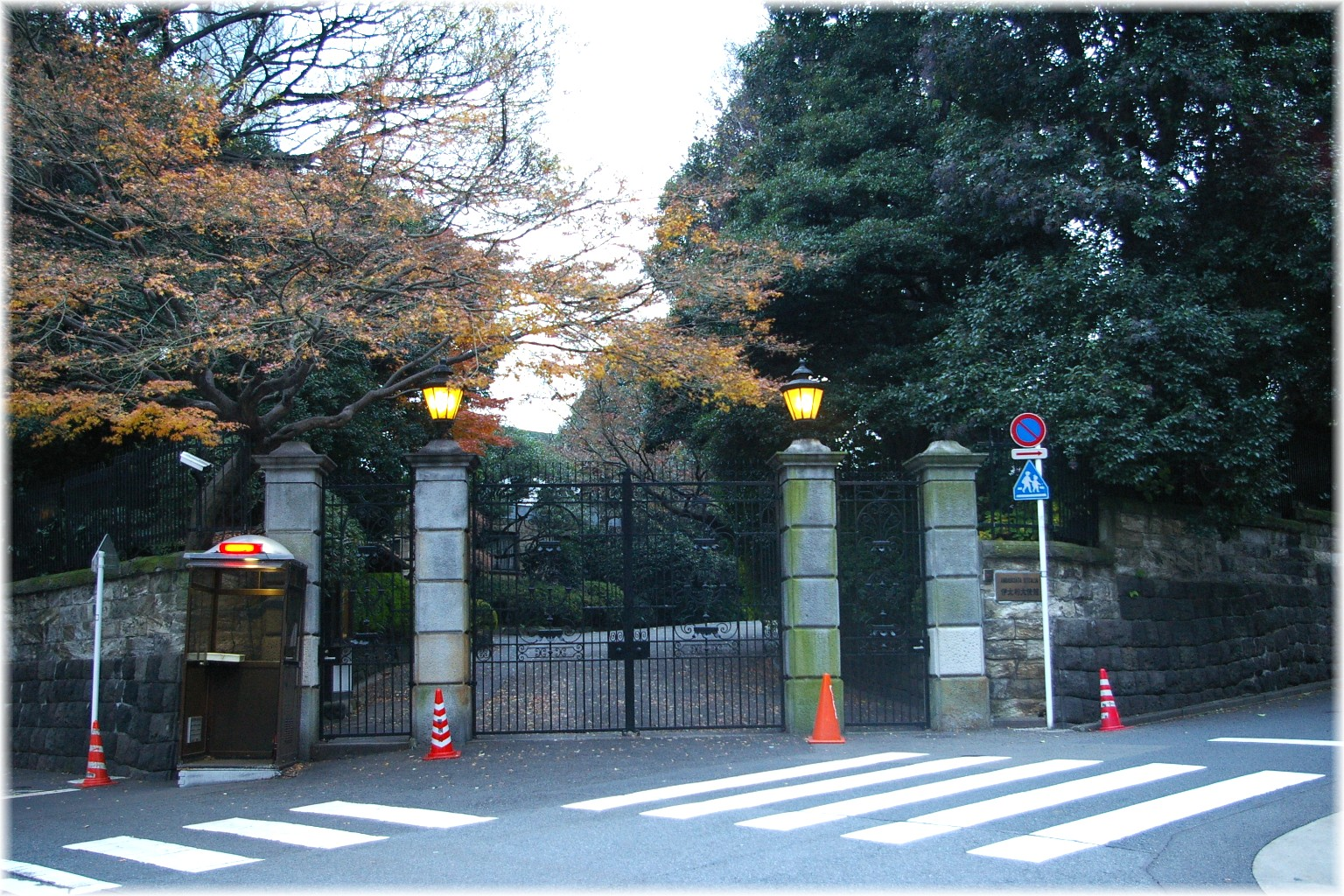
義大利駐日大使館

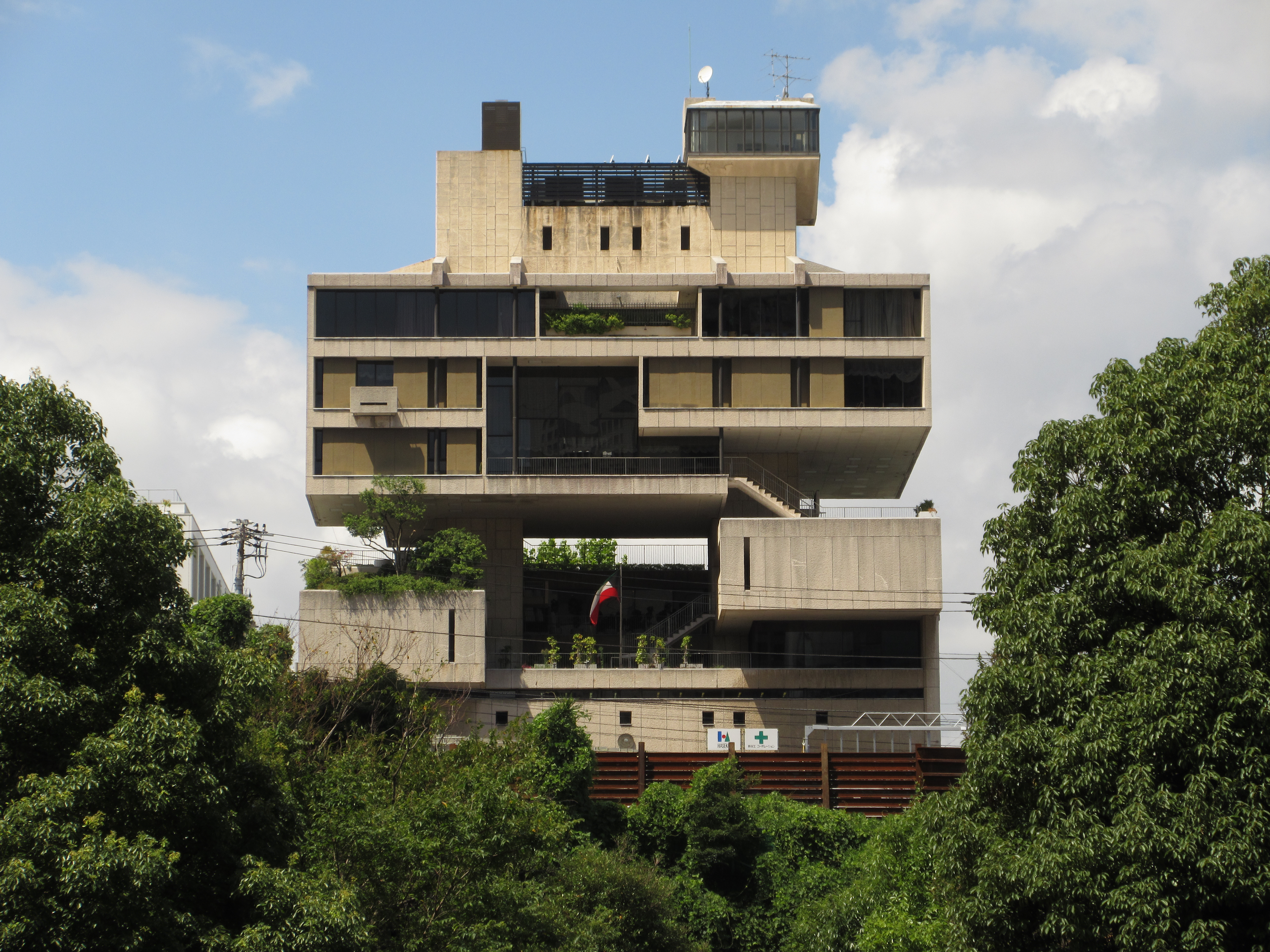
科威特駐日大使館

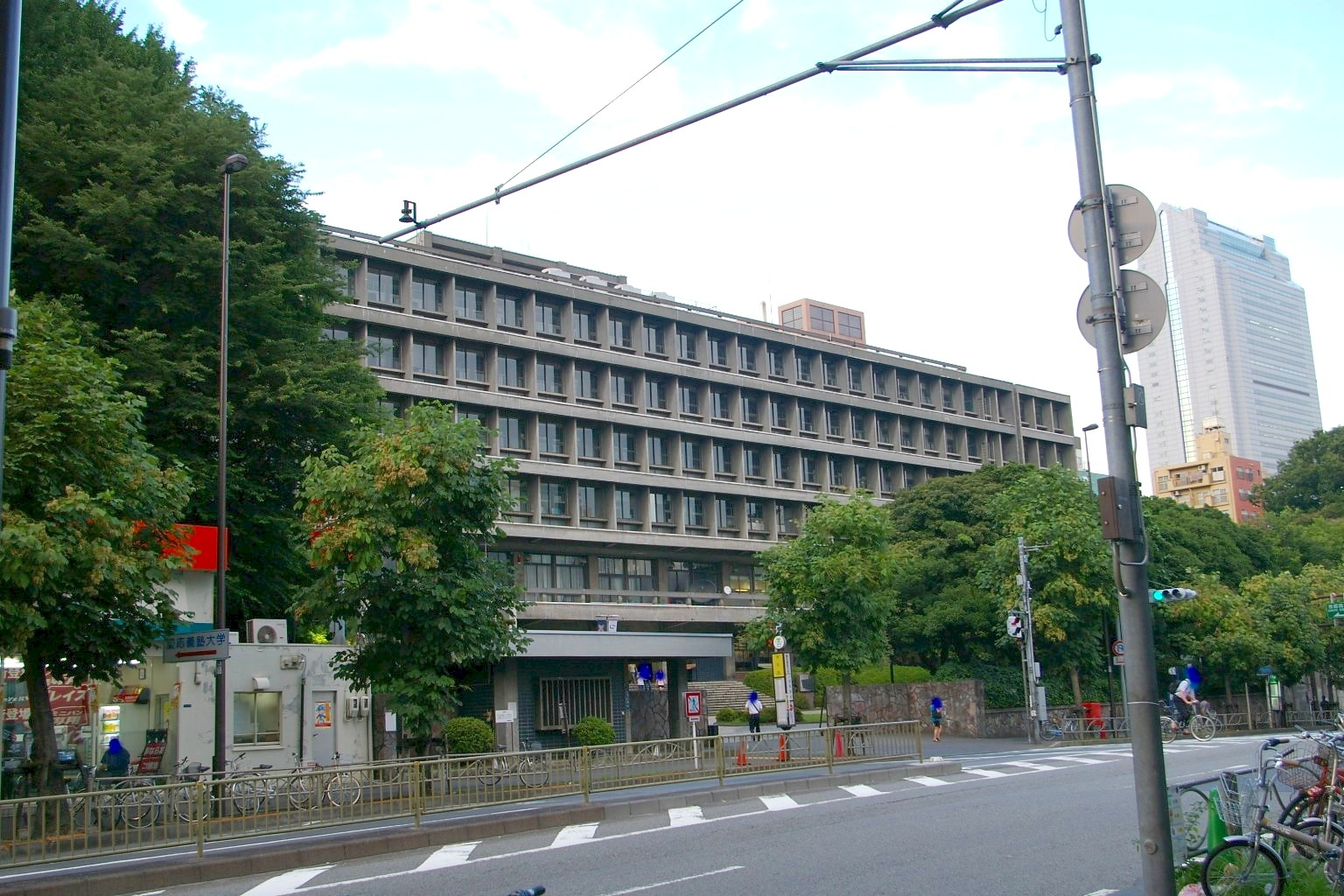
慶應大學三田校區

三田口周邊有慶應義塾大學、戶板女子短期大學、普連土學園中學校、高等學校、東京女子學園中學校、高等學校等多所教育設施，呈現學生街的樣貌，並有多間餐飲店等商業設施。都市銀行大多數分行都設於三田口側。
另外，與港區其他地區相同，本站鄰近波札那、匈牙利、義大利、科威特等國的駐日大使館。除了芝稅務署、三田勞動基準監督署、港勤勞福祉會館、障害者福祉會館等政府公共設施外，也可見到許多佛寺、神社、教會等宗教設施。離站稍遠的丘陵地是高級住宅區，近年三田口側附近也開始興建高層高級公寓。
另外，由於站前圓環狹小，除了出租汽車乘車處，一般車輛難以進入，巴士乘車處也設於第一京濱。
- 車站
  - 都營地下鐵淺草線、三田線三田站 - 三田口步行1分[広報 3]。田町站廣播並未提供轉乘資訊。
- 政府公共設施
  - 芝稅務署
  - 三田勞動基準監督署
  - 產業安全會館
  - 安全衛生綜合會館
  - 港勤勞福祉會館
  - 障害者福祉會館
  - 障害保健福祉中心
  - 港區立福祉會館
  - 女性與工作未來館
  - 港區立三田圖書館
  - 東京消防廳芝消防署三田出差所

- 外國駐日大使館
  - 匈牙利駐日大使館
  - 波札那駐日大使館（日语：駐日ボツワナ大使館）
  - 巴布亞紐幾內亞駐日大使館
  - 義大利駐日大使館（日语：駐日イタリア大使館）
  - 科威特駐日大使館（日语：駐日クウェート大使館）
  - 莫三比克駐日大使館（日语：駐日モザンビーク大使館）
- 學校
  - 慶應義塾大學、中等部（日语：慶應義塾中等部）、慶應義塾女子高等学校（日语：女子高等学校）
  - 聖德大學9號館
  - 戶板女子短期大學
  - 正則高等學校（日语：正則高等学校）
  - 東京女子學園中學校、高等學校（日语：東京女子学園中学校・高等学校）
  - 普連土學園中學校、高等學校（日语：普連土学園中学校・高等学校）
  - 東京都立三田高等學校（日语：東京都立三田高等学校）
  - 三田中學校（日语：三田中学校）
  - 港區立芝小學校（日语：港区立芝小学校）
  - 三田幼稚園
  - 讀賣理工醫療福祉專門學校（日语：読売理工医療福祉専門学校）
  - 東京國際學校（日语：東京インターナショナルスクール）
- 醫療設施
  - 慶應義塾三田診療所
- 宗教設施
  - 阿含宗關東別院
  - 龍生院（日语：龍生院）
  - 御穗鹿島神社
  - 蓮乘寺
  - 正念寺
  - 安樂寺
  - 法泉寺
  - 西慶寺
  - 法音寺
  - 御穗神社
  - 宗光寺
  - 春日神社
  - 齊海寺
  - 佛教傳道中心大樓
  - 教友派日本年會、東京月會
- 郵局、銀行、其他金融機關
  - 港芝五丁目郵局
  - 港芝四丁目郵局
  - 高輪郵局（日语：高輪郵便局）
  - 三菱UFJ銀行
    - 田町分行
    - 三田分行

  - 瑞穗銀行芝分行
  - 三井住友銀行三田通分行
  - 里索那銀行田町分行
  - 三井住友信託銀行芝營業部
- 住宿設施
  - 賽萊斯廷酒店（日语：セレスティンホテル）
  - APA HOTEL三田站前
- 企業本社
  - 森永製菓、森永乳業本社（森永廣場大廈（日语：森永プラザビル））
  - 三菱自動車工業本社
  - 日本電氣本社（NEC SUPER TOWER（日语：日本電気本社ビル））

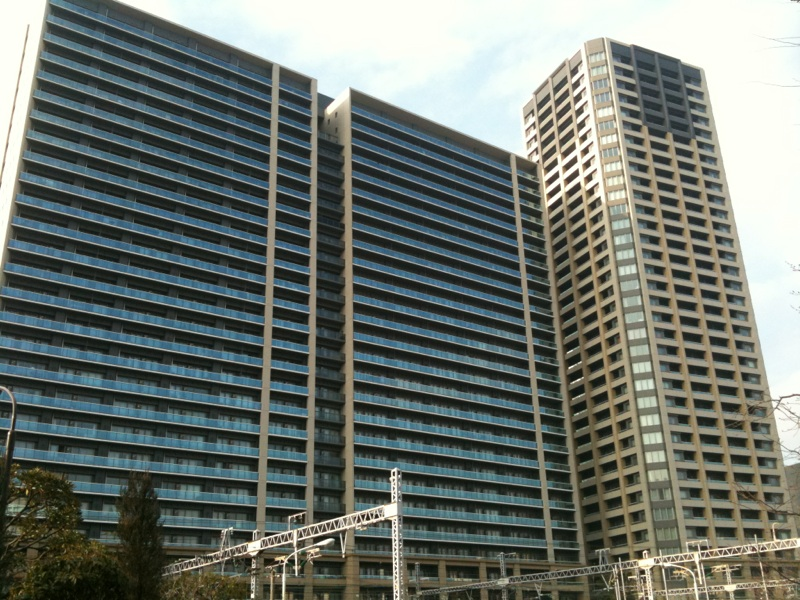
Catherina三田

  - 長谷工（日语：長谷工コーポレーション）本社
  - 萬代南夢宮控股、萬代南夢宮娛樂本社

- 觀光設施
  - 西鄉南洲、勝海舟會見地
- 其他
  - 札之辻路口
  - 三田車站大樓「amita」
  - 森永廣場[広報 4]
  - Pororoca三田店（日语：カテリーナ三田）
  - 笹川紀念會館
  - 建築會館
  - 住友不動產三田雙子大廈（日语：住友不動産三田ツインビル）西館
    - La Tour三田

  - Catherina三田（日语：カテリーナ三田）
  - 芝公園塔
  - 東急三田公寓

### 芝浦口

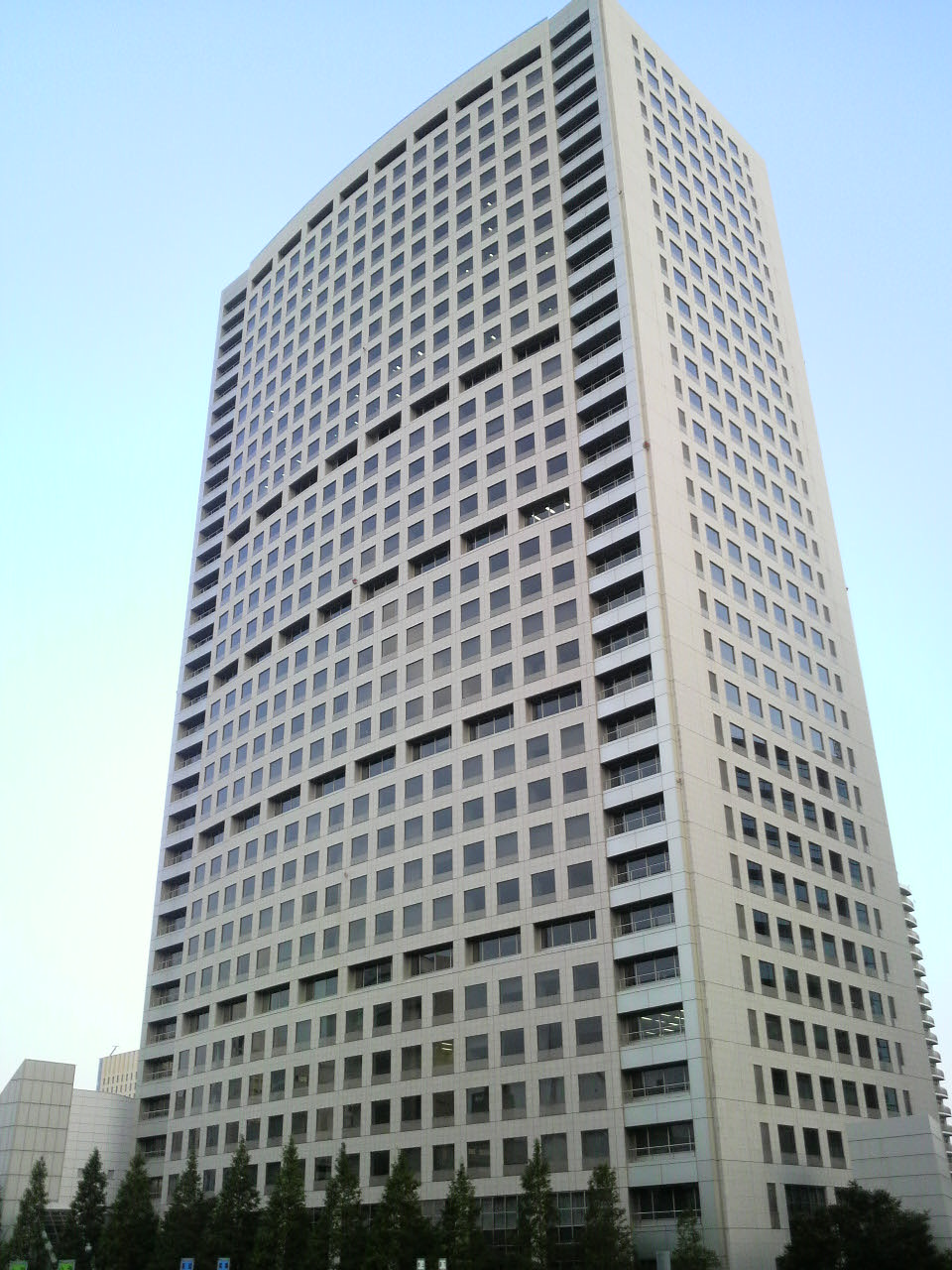
Granpark

1926年，當時田町站一日上下車人數約4萬人，其中三分之一是是芝浦方向埋海地的工廠勞工，因此鐵道省投入17,000日圓開設芝浦口。
芝浦口側幾乎都是20世紀以後完成的填海地，地勢平坦，多運河。填海地多作為工業區，工廠、倉庫、辦公大樓眾多，與三田口側展現完全不同的樣貌。除了都營住宅與2000年代的新開發高層公寓以外，居住人口不多。
芝浦口與三田口相比，商業活動較不活躍，但隨著近年的工業區與新填海地的再開發，陸續興建了芝浦島等大型高層公寓，居住人口急增。
- 政府公共設施
  - 警視廳三田警察署（日语：三田警察署 (東京都)）
  - 東京勞動局海岸廳舍
  - 港公園芝浦（芝浦港南地區綜合支所、港區立消費者中心、港區立介護預防綜合中心「ラクっちゃ」、港區立男女平等參與中心「リーブラ」、港區運動中心等）
  - 都下水道局芝浦抽水站
- 學校
  - 創新中心校區東京（日语：キャンパス・イノベーションセンター）
  - 東京工業大學附屬科學技術高等學校（日语：東京工業大学附属科学技術高等学校）[広報 4]
  - 港區立芝浦小學校（日语：港区立芝浦小学校）
  - 芝浦工業大學芝浦校區
- 醫療設施
  - 愛育醫院
  - 芝浦船員保險診療所

- 郵局、銀行、其他金融機關
  - 港芝浦郵便局
  - 芝浦海岸通郵便局
  - 清爽信用金庫（日语：さわやか信用金庫）芝浦支店
- 企業本社
  - 日本時報本社
  - TBWA博報堂（日语：TBWA\HAKUHODO）本社
  - 飛鳥製藥（日语：あすか製薬）本社
  - JAL INFOTEC（日语：JALインフォテック）本社
  - FUJIEXPRESS（日语：フジエクスプレス）本社
  - TATSUNO（日语：タツノ）本社
  - Toyota Technocraft（日语：トヨタテクノクラフト）本社
  - 東京Toyopet（日语：東京トヨペット）本社
- 住宿設施
  - 東京田町日航城市酒店
- 其他
  - 腳踏車停車場
  - TOKYO PORT BOWL
  - Granpark
  - Tomin Heim海岸3丁目
  - 都營芝浦4丁目第2公寓
  - GLOBAL FRONT TOWER（日语：グローバルフロントタワー）
  - 芝浦島（日语：芝浦アイランド）
  - Capital Mark Tower
  - 住友不動產三田雙子大廈東館
    - Villa Fontaine飯店（日语：ヴィラフォンテーヌ）東京田町

  - 公園塔芝浦
  - 日本共產黨港地區委員會
  - 港民主商工會（日语：全国商工団体連合会）

## 巴士路線

### 三田口（田町站前）
- 都營巴士[広報 4]
  - 【田87】 經白金高輪站、惠比壽站往澀谷站
- chii bus
  - 田町線 往六本木之丘／往田町站東口
  - 芝線 往新橋站／往田町站東口、港公園芝浦
  - 高輪線 往品川站港南口（淺草線三田站前）

### 芝浦口（田町站東口）
- 都營巴士[広報 4]
  - 【田92】 經高濱橋往品川站港南口
  - 【濱95】經濱松町站、御成門往東京鐵塔／經高濱橋往品川站港南口
  - 【田99】 經芝浦埠頭、五色橋往品川站港南口
- chii bus
  - 田町線 往六本木之丘
  - 芝線 往新橋站、往港公園芝浦
  - 芝浦港南線 經芝浦埠頭站、高濱橋、港南健康福祉館往品川站港南口
  - 車庫進出班次 往芝浦車庫
- 台場彩虹巴士（KM觀光巴士（日语：ケイエム観光バス））
  - 台場地區循環（御台場海濱公園車站前、富士電視台前（AQUA CiTY台場前）、東京台場日航大酒店、東京御臺場希爾頓酒店、台場學園前）
  - 往品川站港南口
- 高速巴士
  - 岩手絆號 往盛岡、二戶、久慈（FUJIEXPRESS（日语：フジエクスプレス）、岩手縣北自動車（日语：岩手県北自動車））※芝浦車庫起訖

## 其他
戰前，國鐵在品川 - 東京間增設複線時，曾規劃一條行駛京濱東北線部分區間與橫須賀線的「京濱急行線計畫」。該計畫將本站東京側的內側線作為留置線，京濱東北線、山手線行駛外側線，並在田町 - 濱松町間與京濱急行線於內側匯合。該計畫隨著太平洋戰爭而中止，之後京濱東北線改與山手線分離（『東京縱貫複複線化工程』）。

## 相鄰車站
東日本旅客鐵道
 京濱東北線
■快速、■各站停車
濱松町（JK 23）－田町（JK 22）－高輪Gateway（JK 21）
 山手線
濱松町（JY 28）－田町（JY 27）－高輪Gateway（JY 26）

### 廣報資料、新聞稿等一次資料
1. ↑  . 東日本旅客鉄道.   [2014-07-22]. （原始内容存档于2014-04-01）.
2. ↑  Suicaご利用可能エリアマップ(2001年11月18日当初)
3. 1 2 3 4 5  . 公益財団法人交通エコロジー・モビリティ財団.   [2014-07-22]. （原始内容存档于2014-07-27）.
4. 1 2 3 4  . 東京都交通局.   [2014-07-23]. （原始内容存档于2014-07-29）.

### 利用狀況
1. ↑  東京都統計年鑑 （页面存档备份，存于） - 東京都
2. ↑  港区行政資料集 （页面存档备份，存于） - 港区

JR東日本1999年度以後的上車人次
1. ↑  各駅の乗車人員（1999年度） （页面存档备份，存于） - JR東日本
2. ↑  各駅の乗車人員（2000年度） （页面存档备份，存于） - JR東日本
3. ↑  各駅の乗車人員（2001年度） （页面存档备份，存于） - JR東日本
4. ↑  各駅の乗車人員（2002年度） （页面存档备份，存于） - JR東日本
5. ↑  各駅の乗車人員（2003年度） （页面存档备份，存于） - JR東日本
6. ↑  各駅の乗車人員（2004年度） （页面存档备份，存于） - JR東日本
7. ↑  各駅の乗車人員（2005年度） （页面存档备份，存于） - JR東日本
8. ↑  各駅の乗車人員（2006年度） （页面存档备份，存于） - JR東日本
9. ↑  各駅の乗車人員（2007年度） （页面存档备份，存于） - JR東日本
10. ↑  各駅の乗車人員（2008年度） （页面存档备份，存于） - JR東日本
11. ↑  各駅の乗車人員（2009年度） （页面存档备份，存于） - JR東日本
12. ↑  各駅の乗車人員（2010年度） （页面存档备份，存于） - JR東日本
13. ↑  各駅の乗車人員（2011年度） （页面存档备份，存于） - JR東日本
14. ↑  各駅の乗車人員（2012年度） （页面存档备份，存于） - JR東日本
15. ↑  各駅の乗車人員（2013年度） （页面存档备份，存于） - JR東日本
16. ↑  各駅の乗車人員（2014年度） （页面存档备份，存于） - JR東日本
17. ↑  各駅の乗車人員（2015年度） （页面存档备份，存于） - JR東日本
18. ↑  各駅の乗車人員（2016年度） （页面存档备份，存于） - JR東日本
19. ↑  各駅の乗車人員（2017年度） （页面存档备份，存于） - JR東日本
20. ↑  各駅の乗車人員（2018年度） （页面存档备份，存于） - JR東日本
21. ↑  各駅の乗車人員（2019年度） （页面存档备份，存于） - JR東日本

東京都統計年鑑
1. ↑  .   [2017-11-10]. （原始内容存档于2016-03-05）.
2. ↑  .   [2017-11-10]. （原始内容存档于2016-03-05）.
3. ↑  .   [2017-11-10]. （原始内容存档于2016-03-05）.
4. ↑  .   [2017-11-10]. （原始内容存档于2013-08-15）.
5. ↑  .   [2017-11-10]. （原始内容存档于2013-02-03）.
6. ↑  .   [2017-11-10]. （原始内容存档于2013-02-03）.
7. ↑  .   [2017-11-10]. （原始内容存档于2013-02-03）.
8. ↑  .   [2017-11-10]. （原始内容存档于2013-02-03）.
9. ↑  .   [2017-11-10]. （原始内容存档于2016-03-04）.
10. ↑  東京都統計年鑑（平成10年）PDF
11. ↑  東京都統計年鑑（平成11年）PDF
12. ↑  .   [2017-11-10]. （原始内容存档于2016-03-04）.
13. ↑  .   [2017-11-10]. （原始内容存档于2016-03-04）.
14. ↑  東京都統計年鑑（平成14年）[永久]
15. ↑  東京都統計年鑑（平成15年）[永久]
16. ↑  東京都統計年鑑（平成16年）[永久]
17. ↑  東京都統計年鑑（平成17年）[永久]
18. ↑  東京都統計年鑑（平成18年）[永久]
19. ↑  東京都統計年鑑（平成19年）[永久]
20. ↑  東京都統計年鑑（平成20年）[永久]
21. ↑  .   [2017-11-10]. （原始内容存档于2016-03-26）.
22. ↑  .   [2017-11-10]. （原始内容存档于2016-03-27）.
23. ↑  .   [2017-11-10]. （原始内容存档于2016-03-25）.
24. ↑  .   [2017-11-10]. （原始内容存档于2016-03-27）.
25. ↑  東京都統計年鑑（平成25年）[永久]
26. ↑  .   [2017-11-10]. （原始内容存档于2017-07-30）.
27. ↑  .   [2017-11-10]. （原始内容存档于2018-11-09）.
28. ↑  .   [2018-10-22]. （原始内容存档于2019-05-02）.
29. ↑  .   [2020-07-28]. （原始内容存档于2019-12-03）.
30. ↑  .   [2020-07-28]. （原始内容存档于2020-08-04）.

## 外部連結
- 車站資訊（田町）：東日本旅客鐵道